# روبرت إدوارد موراي
روبرت إدوارد موراي (بالإنجليزية: Robert E. Murray)‏ هو شخصية أعمال أمريكي، ولد في 13 يناير 1940.